# Eleições legislativas regionais nos Açores em 2012
As eleições legislativas regionais nos Açores em 2012, também designadas eleições para a Assembleia Legislativa da Região Autónoma dos Açores, realizaram-se a 14 de outubro e delas resultou a vitória do Partido Socialista (PS), liderado por Vasco Cordeiro.
A campanha eleitoral para as legislativas regionais nos Açores decorreu de 30 de setembro a 12 de outubro.
A abstenção foi de 52,14%, ou seja, dos 225 127 eleitores recenseados votaram 107 756.

## Partidos
Os partidos e coligações que concorreram às eleições para a Assembleia Legislativa da Região Autónoma dos Açores em 2012 foram os seguintes:
| Sigla | Sigla     | Partido/Coligação                               |
| ----- | --------- | ----------------------------------------------- |
|       | B.E.      | Bloco de Esquerda                               |
|       | CDS–PP    | CDS – Partido Popular                           |
|       | MPT       | Partido da Terra                                |
|       | PAN       | Partido pelos Animais e pela Natureza           |
|       | PCP–PEV   | CDU – Coligação Democrática Unitária            |
|       | PCTP/MRPP | Partido Comunista dos Trabalhadores Portugueses |
|       | PDA       | Partido Democrático do Atlântico                |
|       | PPD/PSD   | Partido Social Democrata                        |
|       | PPM       | Partido Popular Monárquico                      |
|       | PPM–PND   | Plataforma de Cidadania                         |
|       | PS        | Partido Socialista                              |
|       | PTP       | Partido Trabalhista Português                   |

## Resultados oficiais
| Partido                                                                                                 | Partido         | Candidato        | Votos   | Votos (%) | Votos (±) | Assentos | Assentos (%) | Assentos (±) |
| --- | --------------- | ---------------- | ------- | --------- | --------- | -------- | ------------ | ------------ |
| | PS              | Vasco Cordeiro   | 52 827  | 49,02%    | −0,9%     | 31       | 54,39%       | +1           |
| | PPD/PSD         | Berta Cabral     | 35 572  | 33,01%    | +2,74%    | 20       | 35,09%       | +2           |
| | CDS–PP          | Artur Lima       | 6 110   | 5,67%     | −3,06%    | 3        | 5,26%        | −2           |
| | B.E.            | Zuraida Soares   | 2 428   | 2,25%     | −1,05%    | 1        | 1,75%        | −1           |
| | PCP–PEV(a)      | Aníbal Pires     | 2 045   | 1,9%      | −1,24%    | 1        | 1,75%        | 0            |
| | PPM–PND(b)      | Rui Simas        | 1 066   | 0,99%     | +0,99%    | 0        | 0%           | 0            |
| | MPT             | Manuel Moniz     | 833     | 0,77%     | +0,02%    | 0        | 0%           | 0            |
| | PAN             | Dinarte Pimentel | 680     | 0,63%     | +0,63%    | 0        | 0%           | 0            |
| | PDA             | Rui Matos        | 532     | 0,49%     | −0,21%    | 0        | 0%           | 0            |
| | PTP             | José Fernandes   | 471     | 0,44%     | +0,44%    | 0        | 0%           | 0            |
| | PCTP/MRPP       | -                | 343     | 0,32%     | +0,32%    | 0        | 0%           | 0            |
| | PPM             | Paulo Estêvão    | 86      | 0,08%     | −0,39%    | 1        | 1,75%        | 0            |
| Totais                                                                                                  | Totais          | Totais           | 102 993 |           |           | 57       |              |              |
| Votos em Branco                                                                                         | Votos em Branco | Votos em Branco  | 3 444   | 3,2%      | +1,33%    |          |              |              |
| Votos Nulos                                                                                             | Votos Nulos     | Votos Nulos      | 1 319   | 1,22%     | +0,36%    |          |              |              |
| Participação                                                                                            | Participação    | Participação     | 107 756 | 47,86%    | +1,2%     |          |              |              |
| ↑(a) PCP e PEV concorreram em coligação. ↑(b) PPM e PND concorreram na coligação Plataforma de Cidania. |                 |                  |         |           |           |          |              |              |
| Fonte: Comissão Nacional de Eleições                                                                    |                 |                  |         |           |           |          |              |              |

## Tabela de resultados

### Corvo
| Partidos                | Partidos                             | Votos | %               | +/-  | Deputados | +/-     |
| ----------------------- | ------------------------------------ | ----- | --------------- | ---- | --------- | ------- |
|                         | Partido Socialista                   | 112   | 41,03 / 100,00  | 9,45 | 1 / 2     | Estável |
|                         | Partido Popular Monárquico           | 86    | 31,50 / 100,00  | 5,18 | 1 / 2     | Estável |
|                         | CDS – Partido Popular                | 53    | 19,41 / 100,00  | 5,15 | 0 / 2     | Estável |
|                         | Bloco de Esquerda                    | 4     | 1,47 / 100,00   | 1,12 | 0 / 2     | Estável |
|                         | CDU – Coligação Democrática Unitária | 4     | 1,47 / 100,00   | 0,42 | 0 / 2     | Estável |
|                         | Partido Democrático do Atlântico     | 4     | 1,47 / 100,00   | 1,47 | 0 / 2     | Estável |
| Votos inválidos         | Votos inválidos                      | 10    | 3,66 / 100,00   | 0,50 |           |         |
| Total                   | Total                                | 273   | 100,00 / 100,00 |      | 2 / 2     |         |
| Eleitorado/Participação | Eleitorado/Participação              | 350   | 78,00 / 100,00  | 2,74 |           |         |

### Faial
| Partidos                | Partidos                             | Votos  | %               | +/-  | Deputados | +/-     |
| ----------------------- | ------------------------------------ | ------ | --------------- | ---- | --------- | ------- |
|                         | Partido Socialista                   | 3 052  | 43,41 / 100,00  | 2,05 | 2 / 4     | Estável |
|                         | Partido Social Democrata             | 2 629  | 37,40 / 100,00  | 1,64 | 2 / 4     | Estável |
|                         | CDU – Coligação Democrática Unitária | 363    | 5,16 / 100,00   | 5,23 | 0 / 4     | Estável |
|                         | CDS – Partido Popular                | 201    | 2,86 / 100,00   | 1,72 | 0 / 4     | Estável |
|                         | Plataforma de Cidadania              | 167    | 2,38 / 100,00   | Novo | 0 / 4     | Novo    |
|                         | Bloco de Esquerda                    | 157    | 2,23 / 100,00   | 0,55 | 0 / 4     | Estável |
|                         | Outros (com menos de 1%)             | 60     | 0,86 / 100,00   | 0,13 | 0 / 4     | Estável |
| Votos inválidos         | Votos inválidos                      | 401    | 5,70 / 100,00   | 1,57 |           |         |
| Total                   | Total                                | 7 030  | 100,00 / 100,00 |      | 4 / 4     |         |
| Eleitorado/Participação | Eleitorado/Participação              | 13 161 | 53,42 / 100,00  | 3,54 |           |         |

### Flores
| Partidos                | Partidos                             | Votos | %              | +/-   | Deputados | +/-     |
| ----------------------- | ------------------------------------ | ----- | -------------- | ----- | --------- | ------- |
|                         | Partido Socialista                   | 1 045 | 49,18 / 100,00 | 17,35 | 2 / 3     | 1       |
|                         | Partido Social Democrata             | 635   | 29,88 / 100,00 | 0,80  | 1 / 3     | Estável |
|                         | CDS – Partido Popular                | 288   | 13,55 / 100,00 | 12,24 | 0 / 3     | 1       |
|                         | CDU – Coligação Democrática Unitária | 61    | 2,87 / 100,00  | 4,59  | 0 / 3     | Estável |
|                         | Outros (com menos de 1%)             | 39    | 1,84 / 100,00  | 0,14  | 0 / 3     | Estável |
| Votos inválidos         | Votos inválidos                      | 57    | 2,68 / 100,00  | 0,42  |           |         |
| Total                   | Total                                | 2 125 | 100,0 / 100,0  |       | 3 / 3     |         |
| Eleitorado/Participação | Eleitorado/Participação              | 3 230 | 65,79 / 100,00 | 0,85  |           |         |

### Pico
| Partidos                | Partidos                             | Votos  | %               | +/-  | Deputados | +/-     |
| ----------------------- | ------------------------------------ | ------ | --------------- | ---- | --------- | ------- |
|                         | Partido Socialista                   | 3 332  | 45,70 / 100,00  | 1,52 | 2 / 4     | Estável |
|                         | Partido Social Democrata             | 2 759  | 37,84 / 100,00  | 0,01 | 2 / 4     | Estável |
|                         | CDS – Partido Popular                | 596    | 8,17 / 100,00   | 0,60 | 0 / 4     | Estável |
|                         | CDU – Coligação Democrática Unitária | 103    | 1,41 / 100,00   | 0,56 | 0 / 4     | Estável |
|                         | Bloco de Esquerda                    | 78     | 1,07 / 100,00   | 0,34 | 0 / 4     | Estável |
|                         | Outros                               | 102    | 1,39 / 100,00   | 0,64 | 0 / 4     | Estável |
| Votos inválidos         | Votos inválidos                      | 321    | 4,40 / 100,00   | 1,17 |           |         |
| Total                   | Total                                | 7 291  | 100,00 / 100,00 |      | 4 / 4     |         |
| Eleitorado/Participação | Eleitorado/Participação              | 13 302 | 54,81 / 100,00  | 1,21 |           |         |

### São Jorge
| Partidos                | Partidos                             | Votos | %               | +/-  | Deputados | +/-     |
| ----------------------- | ------------------------------------ | ----- | --------------- | ---- | --------- | ------- |
|                         | Partido Socialista                   | 2 137 | 41,20 / 100,00  | 2,00 | 2 / 4     | Estável |
|                         | Partido Social Democrata             | 1 675 | 37,40 / 100,00  | 0,29 | 1 / 4     | Estável |
|                         | CDS – Partido Popular                | 1 026 | 19,78 / 100,00  | 0,84 | 1 / 4     | Estável |
|                         | CDU – Coligação Democrática Unitária | 78    | 1,50 / 100,00   | 0,22 | 0 / 4     | Estável |
|                         | Bloco de Esquerda                    | 52    | 1,00 / 100,00   | 0,10 | 0 / 4     | Estável |
|                         | Plataforma de Cidadania              | 23    | 0,44 / 100,00   | Novo | 0 / 4     | Novo    |
|                         | Partido da Terra                     | 16    | 0,31 / 100,00   |      | 0 / 4     | Estável |
|                         | Partido Democrático do Atlântico     | 13    | 0,25 / 100,00   | 0,07 | 0 / 4     | Estável |
| Votos inválidos         | Votos inválidos                      | 167   | 3,22 / 100,00   | 1,64 |           |         |
| Total                   | Total                                | 5 187 | 100,00 / 100,00 |      | 4 / 4     |         |
| Eleitorado/Participação | Eleitorado/Participação              | 8 780 | 59,08 / 100,00  | 1,96 |           |         |

### Graciosa
| Partidos                | Partidos                             | Votos | %               | +/-   | Deputados | +/-     |
| ----------------------- | ------------------------------------ | ----- | --------------- | ----- | --------- | ------- |
|                         | Partido Social Democrata             | 1 393 | 50,69 / 100,00  | 11,56 | 2 / 3     | 1       |
|                         | Partido Socialista                   | 1 178 | 42,87 / 100,00  | 7,48  | 1 / 3     | 1       |
|                         | CDS – Partido Popular                | 45    | 1,64 / 100,00   | 2,98  | 0 / 3     | Estável |
|                         | CDU – Coligação Democrática Unitária | 22    | 0,80 / 100,00   | 0,41  | 0 / 3     | Estável |
|                         | Plataforma de Cidadania              | 20    | 0,73 / 100,00   | Novo  | 0 / 3     | Novo    |
|                         | Bloco de Esquerda                    | 17    | 0,62 / 100,00   | 0,98  | 0 / 3     | Estável |
|                         | Partido Democrático do Atlântico     | 13    | 0,47 / 100,00   | 0,08  | 0 / 3     | Estável |
|                         | Partido da Terra                     | 4     | 0,15 / 100,00   |       | 0 / 3     | Estável |
| Votos inválidos         | Votos inválidos                      | 56    | 2,04 / 100,00   | 0,38  |           |         |
| Total                   | Total                                | 2 748 | 100,00 / 100,00 |       | 3 / 3     |         |
| Eleitorado/Participação | Eleitorado/Participação              | 4 478 | 61,37 / 100,00  | 0,23  |           |         |

### Terceira
| Partidos                | Partidos                                        | Votos  | %               | +/-  | Deputados | +/-     |
| ----------------------- | ----------------------------------------------- | ------ | --------------- | ---- | --------- | ------- |
|                         | Partido Socialista                              | 11 312 | 47,57 / 100,00  | 0,57 | 6 / 10    | Estável |
|                         | Partido Social Democrata                        | 7 096  | 29,84 / 100,00  | 0,40 | 3 / 10    | Estável |
|                         | CDS – Partido Popular                           | 2 619  | 11,01 / 100,00  | 2,87 | 1 / 10    | Estável |
|                         | Bloco de Esquerda                               | 605    | 2,54 / 100,00   | 0,58 | 0 / 10    | Estável |
|                         | CDU – Coligação Democrática Unitária            | 300    | 1,26 / 100,00   | 0,70 | 0 / 10    | Estável |
|                         | Partido Trabalhista Português                   | 243    | 1,02 / 100,00   | Novo | 0 / 10    | Novo    |
|                         | Partido da Terra                                | 119    | 0,50 / 100,00   | 0,09 | 0 / 10    | Estável |
|                         | Plataforma de Cidadania                         | 106    | 0,45 / 100,00   | Novo | 0 / 10    | Novo    |
|                         | Partido Comunista dos Trabalhadores Portugueses | 63     | 0,26 / 100,00   |      | 0 / 10    |         |
|                         | Partido Democrático do Atlântico                | 48     | 0,20 / 100,00   | 0,07 | 0 / 10    | Estável |
| Votos inválidos         | Votos inválidos                                 | 1 271  | 5,34 / 100,00   | 2,54 |           |         |
| Total                   | Total                                           | 23 782 | 100,00 / 100,00 |      | 10 / 10   |         |
| Eleitorado/Participação | Eleitorado/Participação                         | 52 268 | 45,50 / 100,00  | 1,57 |           |         |

### São Miguel
| Partidos                | Partidos                                        | Votos   | %               | +/-  | Deputados | +/-     |
| ----------------------- | ----------------------------------------------- | ------- | --------------- | ---- | --------- | ------- |
|                         | Partido Socialista                              | 29 186  | 54,44 / 100,00  | 3,11 | 12 / 19   | Estável |
|                         | Partido Social Democrata                        | 18 592  | 32,77 / 100,00  | 4,85 | 7 / 19    | 1       |
|                         | Bloco de Esquerda                               | 1 472   | 2,59 / 100,00   | 1,66 | 0 / 19    | Estável |
|                         | CDS – Partido Popular                           | 1 217   | 2,14 / 100,00   | 2,87 | 0 / 19    | 1       |
|                         | CDU – Coligação Democrática Unitária            | 928     | 1,64 / 100,00   | 1,35 | 0 / 19    | Estável |
|                         | Plataforma de Cidadania                         | 682     | 1,20 / 100,00   | Novo | 0 / 19    | Novo    |
|                         | Partido pelos Animais e pela Natureza           | 678     | 1,19 / 100,00   | Novo | 0 / 19    | Novo    |
|                         | Partido da Terra                                | 607     | 1,07 / 100,00   | 0,26 | 0 / 19    | Estável |
|                         | Partido Democrático do Atlântico                | 396     | 0,70 / 100,00   | 0,35 | 0 / 19    | Estável |
|                         | Partido Comunista dos Trabalhadores Portugueses | 272     | 0,48 / 100,00   |      | 0 / 19    |         |
|                         | Partido Trabalhista Português                   | 227     | 0,40 / 100,00   | Novo | 0 / 19    | Novo    |
| Votos inválidos         | Votos inválidos                                 | 2 485   | 4,38 / 100,00   | 1,90 |           |         |
| Total                   | Total                                           | 56 742  | 100,00 / 100,00 |      | 19 / 19   |         |
| Eleitorado/Participação | Eleitorado/Participação                         | 124 335 | 45,64 / 100,00  | 2,48 |           |         |

### Santa Maria
| Partidos                | Partidos                                        | Votos | %               | +/-  | Deputados | +/-     |
| ----------------------- | ----------------------------------------------- | ----- | --------------- | ---- | --------- | ------- |
|                         | Partido Socialista                              | 1 439 | 55,24 / 100,00  | 3,66 | 2 / 3     | Estável |
|                         | Partido Social Democrata                        | 771   | 29,60 / 100,00  | 0,90 | 1 / 3     | Estável |
|                         | CDU – Coligação Democrática Unitária            | 182   | 6,99 / 100,00   | 2,96 | 0 / 3     | Estável |
|                         | CDS – Partido Popular                           | 61    | 2,34 / 100,00   | 3,00 | 0 / 3     | Estável |
|                         | Bloco de Esquerda                               | 34    | 1,31 / 100,00   | 1,36 | 0 / 3     | Estável |
|                         | Partido Comunista dos Trabalhadores Portugueses | 12    | 0,46 / 100,00   |      | 0 / 3     |         |
|                         | Plataforma de Cidadania                         | 11    | 0,42 / 100,00   | Novo | 0 / 3     | Novo    |
|                         | Partido da Terra                                | 11    | 0,42 / 100,00   |      | 0 / 3     | Estável |
|                         | Partido Democrático do Atlântico                | 4     | 0,15 / 100,00   | 0,14 | 0 / 3     | Estável |
| Votos inválidos         | Votos inválidos                                 | 80    | 3,07 / 100,00   | 2,08 |           |         |
| Total                   | Total                                           | 2 605 | 100,00 / 100,00 |      | 3         |         |
| Eleitorado/Participação | Eleitorado/Participação                         | 5 205 | 50,05 / 100,00  | 4,77 |           |         |

### Compensação
| Partidos | Partidos                                        | Deputados | +/-     |
| -------- | ----------------------------------------------- | --------- | ------- |
|          | Partido Socialista                              | 1 / 5     | 1       |
|          | Partido Social Democrata                        | 1 / 5     | Estável |
|          | CDS – Partido Popular                           | 1 / 5     | Estável |
|          | Bloco de Esquerda                               | 1 / 5     | 1       |
|          | CDU – Coligação Democrática Unitária            | 1 / 5     | Estável |
|          | Plataforma de Cidadania                         | 0 / 5     | Novo    |
|          | Partido da Terra                                | 0 / 5     | Estável |
|          | Partido pelos Animais e pela Natureza           | 0 / 5     | Novo    |
|          | Partido Democrático do Atlântico                | 0 / 5     | Estável |
|          | Partido Trabalhista Português                   | 0 / 5     | Novo    |
|          | Partido Comunista dos Trabalhadores Portugueses | 0 / 5     |         |
|          | Partido Popular Monárquico                      | 0 / 5     | Estável |